# La Femme cachée (téléfilm)
Pour les articles homonymes, voir La Femme cachée.

La Femme cachée est un téléfilm français réalisé par Michel Favart et diffusé pour la première fois le 28 avril 2012 sur France 3 et une deuxième fois le 10 juin 2014. Il est rediffusé une troisième fois le 6 mai 2017, sur France 3, en hommage à Victor Lanoux décédé le 4 mai 2017.

## Synopsis

### Version courte
Marc Delvaux, un célèbre commissaire de police à la retraite, vit seul dans une grande bâtisse de la campagne lyonnaise, en bord de Saône. Quand un ami avocat lui demande d'héberger quelque temps chez lui une jeune femme, Emma, un témoin menacé, il accepte. Sans se douter qu'il va devoir revivre un drame du passé...

### Version longue avec beaucoup de détails
Marc Delvaux, légende retraitée de la PJ de Lyon, handicapé par une ancienne blessure à la jambe, vit seul depuis la mort de sa femme. Sa maison est isolée sur les bords de la Saône. Il occupe son temps libre à préparer un livre sur ses mémoires, retraçant sa longue vie professionnelle et les affaires sur lesquelles il a travaillé.
Un jour, un de ses amis, l'avocat Bernard Lerieux lui demande d'héberger une jeune femme (Emma), témoin clé dans une affaire délicate et à haut risque. Elle doit être protégée discrètement et mise "au frais" jusqu'au procès. Marc accepte mais s'aperçoit vite que sa pensionnaire développe un comportement étrange. Elle s'immisce petit à petit dans la vie de son hôte. Quelles sont ses véritables intentions ? Elle passe son temps enfermée dans sa chambre à l'étage. Il la surprend à faire en sorte qu'il se sépare de son neveu jardinier en l'accusant de vol. Afin de comprendre ce qu'il se passe, il rentre dans son jeu tout en lui faisant comprendre qu'il n'est pas aussi dupe qu'il en a l'air. À la suite du renvoi de son neveu, il se brouille avec sa fille, mère du neveu...
Emma disparaît alors qu'il va remettre ses mémoires à une "dactylo". Lorsque le document lui revient après quelques jours, il s'aperçoit qu'un chapitre a été rajouté à son texte. Il concerne une triste affaire où Marc était impliqué.
Ce dernier demande à un vieil ami de la PJ d'enquêter pour lui et de comprendre qui est Emma. Ils s'aperçoivent que toutes les empreintes ont été effacées, rien n'est exploitable, c'est comme si elle n'avait jamais séjourné chez Marc... L'ami policier en vient à douter de la santé mentale de Marc Delvaux, d'autant que l'avocat B. Lerieux nie connaître cette jeune femme et en avoir demandé l'hébergement... Le mystère s'épaissit et Marc inquiète de plus en plus son entourage. Grâce à l'élaboration d'un portrait-robot, il retrouve par hasard la piste d'Emma. Celle-ci s'est identifiée sous un autre prénom, mais est introuvable. Elle semble avoir été sur la piste de Marc depuis plus d'un an avant de le rencontrer...
Bernard, s'inquiète de retrouver la jeune femme et de savoir qui elle est. En effet, il en était tombé amoureux et la voyait secrètement à l'insu de sa femme partenaire de l'étude ainsi que de Marc ! Ils avaient monté tous les deux le scénario d'un témoin protégé afin de se voir discrètement et tranquillement...
Marc remonte la piste de la jeune fille, mais n'arrive toujours pas à la retrouver. Il parvient cependant à l'identifier formellement et rencontre sa mère. Bernard s'aperçoit de son côté du guêpier dans lequel il a mis son ami et essaie de le rejoindre pour le protéger, car il craint le pire. La jeune femme sera-t-elle retrouvée à temps ? Bernard pourra-t-il expliquer ce qu'il s'est passé et pourquoi il a trahi la confiance de son ami ?

## Fiche technique
- Scénario : Michel Favart
- Dialogues : Nils-Antoine Sambuc
- Pays :  France
- Production :
- Musique : Jean-Marie Sénia
- Image : Louisis-Philippe Capelle
- Montage :
- Décors :
- Costumes :
- Durée : 95 minutes

## Distribution
- Victor Lanoux : Marc Delvaux
- Chloé Stefani : Emma
- Manuel Gélin : Maitre Bernard Lerieux
- Mathieu Barbet : Alain
- Catherine Aymerie : Carole Delvaux
- Nadine Emin : Aurélie Ronsard
- Husky Kihal : Malek Derdour
- Karine Martin-Prevel : Josiane Salmon
- Pascal Gimenez : Hervé
- Valentin Jallamion : Robinson
- Christelle Carlier : Valérie Lerieux
- Mathilda Roux : fille de Maitre Bernard Lerieux

## Lieux detournage
Sauf indication contraire ou complémentaire, les informations mentionnées dans cette section proviennent du générique de fin de l'œuvre audiovisuelle présentée ici.Le film a été tourné dans les communes de Lyon (notamment au quartier de la Soie et à l'Opéra de Lyon), Neuville-sur-Saône, Saint-Germain-au-Mont-d'Or et Vaulx-en-Velin.

## Autour dutéléfilm
Sauf indication contraire ou complémentaire, les informations mentionnées dans cette section proviennent du générique de fin de l'œuvre audiovisuelle présentée ici.Le film expose un extrait du téléfilm Le Sang des fraises de Manuel Poirier.